# Metallorganische chemische Gasphasenabscheidung
Die metallorganische chemische Gasphasenabscheidung (englisch metal-organic chemical vapour deposition oder metallo-organic chemical vapour deposition, MOCVD) ist ein Beschichtungsverfahren aus der Gruppe der chemischen Gasphasenabscheidung (chemical vapour deposition, CVD), bei dem die Abscheidung einer festen Schicht aus der chemischen Dampfphase eines metallorganischen Präkursors (Vorgängermoleküls) erfolgt.

## Funktionsweise

Oberflächenprozesse während des Schichtwachstums

Die MOCVD entspricht einem normalen CVD-Prozess, bei dem ein gasförmiger Präkursor in eine Reaktionskammer geleitet wird und dort mit anderen Substanzen oder dem zu beschichtenden Substrat reagiert und eine feste Schicht bildet. Der in der Reaktionskammer stattfindende Prozess kann in folgende Teilprozesse aufgeteilt werden:
1. Transport der Präkursor-Moleküle in die Reaktionskammer,
2. Konvektion und Diffusion,
3. Adsorption der Präkursormoleküle an das Substrat durch Physi- (schwache Bindung) oder Chemisorption (mit Ladungstransfer, starke Bindungskräfte),
4. thermische Zersetzung des Präkursor-Metallkomplexes an dem aufgeheizten Substrat (150–1200 °C),
5. ggf. weitere Oberflächendiffusion der abgeschiedenen Atome hin zu Keimen oder energetisch besseren Positionen,
6. Einbau der Atome an der Oberfläche oder in den jeweiligen Gitterplätzen (wichtig bei der Epitaxie),
7. Desorption von gasförmigen Reaktionsprodukten und
8. Abtransport der Reaktionsprodukte und nicht reagierten Präkursor-Molekülen, die anschließend abgepumpt werden.

Nachteilig bei der MOCVD bzw. der CVD allgemein ist, dass bei mehrkomponentigen Reaktionsgasen eine chemische Reaktion der Komponenten bereits im Gasraum stattfinden kann. Dadurch kommt es zur Keimbildung, die sich in Form von Pulverabscheidung und schlechten Schichteigenschaften zeigen kann. Durch ein gutes Reaktordesign und geeignete Prozessparameter (u. a. niedriger Druck und hohe Trägergasflüsse) lässt sich dies minimieren.

## Prinzipieller Anlagenaufbau
Der Aufbau von MOCVD-Anlagen entspricht im Wesentlichen denen konventioneller CVD-Anlagen. Dabei handelt es sich in der Regel um Vakuumbeschichtungsanlagen. Grundsätzlich zu unterscheiden sind Systeme, bei denen die Quellsubstanzen in einem horizontalen Gasstrom über die zu beschichtenden Substrate geleitet wird und solche, bei denen das Quellgas vertikal auf die Substrate zugeführt wird. Bei dem horizontalen System kann man unter normalen Flussumständen mit laminarer Strömung rechnen, bei der die Konzentration der Wachstumsraten bestimmenden Quellsubstanzen entlang der Konvektionsrichtung abnimmt. Bei der vertikalen Variante ist es außerordentlich wichtig, die Flussrate und die Höhe der Reaktorkammer zu bestimmen, da es anderweitig zu Rezirkulationen und „Staufluss“ kommen kann.
Die Präkursoren haben im Allgemeinen eine Siedetemperatur, die höher als 100 °C ist. Es gibt Unterschiede hinsichtlich der Präkursorzuführung. Sie betreffen zum einen die Verdampfung der Präkursoren und zum anderen den Aufbau der Zuleitungen. Für die Präkursorverdampfung gibt es drei etablierte Methoden:
1. die Sublimation eines festen Präkursors,
2. Flüssig-Zufuhrsysteme (engl. liquid-delivery system, LDS) und
3. Bubbler-Systeme für flüssige und aufgeschmolzene Präkursoren.

Bei der Bereitstellung durch Sublimation wird der zunächst in fester Form vorliegende Präkursor erhitzt und so direkt (ohne Flüssigphase) in die Gasphase überführt. Vorteil dieser Methode ist, dass man auf Hilfsstoffe wie Lösungsmittel oder Trägergase verzichten kann. Nachteilig ist jedoch, dass der Präkursor stetig thermisch belastet wird und sich auch der feste Präkursor nach und nach zersetzt, das heißt, qualitativ schlechter wird.
Bei Bubbler-Systemen wird in der Regel ein inertes Trägergas – häufig Argon, Stickstoff oder Wasserstoff – in einen Behälter (vom Aufbau her ähnlich wie Gaswaschflaschen) mit flüssig vorliegendem Präkursor eingeleitet. Aufsteigende Gasblasen (engl. bubbles) des Trägergases führen zu einem idealerweise gesättigtem Dampf über der Flüssigkeit. Anschließend wird das Gasgemisch zur Reaktionskammer geleitet. Das Bubbler-System ist prinzipiell für Präkursoren geeignet, die bei Raumtemperatur in fester und flüssiger Form vorliegen und einen essenziellen Dampfdruck aufweisen. Feste Präkursoren sollten jedoch als fein verteiltes Pulver vorliegen und führen bei hohen Trägergasflüssen meist zu untersättigten Gasgemischen bzw. flussabhängigen Schwankungen des Präkursorgehalts im Gasgemisch. Um dies zu vermeiden, werden oft Serienaufbauten von hintereinander verbundenen Bubblern verwendet, um die Sättigung zu erleichtern. Bei allen flüssigen oder festen Präkursoren ist der Dampfdruck, und damit der Anteil im Gasgemisch, stark temperaturabhängig, sodass diese Präkursoren idealerweise in temperierten Bädern vorgehalten werden.
Nachteilig an einer zu hohen Erhitzung über die Umgebungstemperatur ist, dass die Zuleitungen zum Reaktor ebenfalls erwärmt sein müssen, da hier die Gefahr der Kondensation im Zuleitungssystem besteht.

## Varianten
Eine Variante bzw. Untergruppe der MOCVD ist die metallorganische Gasphasenepitaxie (engl. metal organic chemical vapor phase epitaxy, MOVPE). Sie gleicht in vielen Aspekten der MOCVD, hat aber die Abscheidung epitaktischer Schichten zum Ziel. Trotz dieses Unterschieds werden aufgrund der starken Ähnlichkeit der Verfahren beide Begriffe häufig synonym genutzt.
Des Weiteren können auch zahlreiche Prozesse der Atomlagenabscheidung als modifizierte CVD-Verfahren mit metallorganischem Präkursor als Untergruppe der MOCVD angesehen werden.

## Anwendungen
MOCVD-Verfahren finden zahlreich Anwendung in vielen Bereichen der Halbleiter- und Mikrosystemtechnik, so werden beispielsweise Metalle oder Halbleiter mit (halb-)metallischen Komponenten auf Wafern abgeschieden. Dabei kommen vor allem Präkursoren zum Einsatz, deren organischer Teil sich unter Prozessbedingungen gut abspaltet und leicht flüchtig ist. Ein bekanntes Beispiel ist die Herstellung von Galliumarsenid (GaAs) unter Verwendung von Trimethylgallium (TMGa) und Arsenwasserstoff (Arsin); wobei es sich hierbei streng genommen um einen MOVPE-Prozess handelt.

## Liste mit metallorganischen Präkursoren (Auswahl)
- Aluminium
  - Trimethylaluminium (TMA oder TMAl), flüssig
  - Triethylaluminium (TEA oder TEAl), flüssig

- Gallium
  - Trimethylgallium (TMG oder TMGa), flüssig
  - Triethylgallium (TEG oder TEGa), flüssig

- Indium
  - Trimethylindium (TMI oder TMIn), fest
  - Triethylindium (TEI oder TEIn), flüssig
  - Di-isopropylmethylindium (DIPMeIn), flüssig
  - Ethyldimethylindium (EDMIn), flüssig (diese Substanz gilt als nicht stabil)

- Germanium
  - Isobutylgermanium (IBGe), flüssig
  - Dimethylaminogermaniumtrichlorid (DiMAGeC), flüssig
  - Tetramethylgermanium (TMGe), flüssig
  - Tetraethylgermanium (TEGe), flüssig

- Arsen
  - Arsin (AsH3), gasförmig
  - Tertiarybutylarsin (TBAs), flüssig
  - Monoethylarsin (MEAs), flüssig
  - Trimethylarsin (TMAs), flüssig
- Phosphor
  - Phosphin (PH3), gasförmig
  - Tertiarybutylphosphin (TBP), flüssig

- Antimon
  - Trimethylantimon (TMSb), flüssig
  - Triethylantimon (TESb), flüssig
  - Tri-isopropylantimon (TIPSb), flüssig
  - Stiban SbH3, gasförmig

- Cadmium
  - Dimethylcadmium (DMCd), flüssig
  - Diethylcadmium (DECd), flüssig
  - Allylmethylcadmium (MACd), flüssig

- Tellur
  - Dimethyltellurid (DMTe), flüssig
  - Diethyltellurid (DETe), flüssig
  - Di-isopropyltellurid (DIPTe), flüssig

- Selen
  - Dimethylselenid (DMSe), flüssig
  - Diethylselenid (DESe), flüssig
  - Di-isopropylselenid (DIPSe), flüssig

- Zink
  - Dimethylzink (DMZ), flüssig
  - Diethylzink (DEZ), flüssig